# 双峰寺镇
双峰寺镇，是中华人民共和国河北省承德市双桥区下辖的一个乡镇级行政单位。

## 行政区划
双峰寺镇下辖以下地区：
双峰寺社区、小东沟村、小井村、老西营村、三道河村、贾营村、双峰寺村、平房沟村、干沟子村、上窝铺村、新房子村、下南山村、东荒村、李营村、东坎村、西坎村、甸子村、山湾村和南堂村。